# Nebet
Nebet est une reine égyptienne, épouse du roi Ounas. Elle a vécu à l'époque de la Ve dynastie. Elle est la mère du prince héritier Ounasânkh, bien que ce fait soit contesté. Outre Ounasânkh, Nebet peut également être la mère de Khentkaoues, Néferout et Néfertkaoues.  

## Tombe
Nebet a été enterrée dans un double mastaba avec une autre reine, Khenout, à côté de la pyramide d'Ounas à Saqqarah. Le mastaba a été fouillé par Peter Munro.

## Titres
Les titres de Nebet sont :
- « Le grand sceptre » (wrt-hetes),
- « Elle qui voit Horus et Seth » (m33t-hrw-stsh),
- « Grande des louanges » (wrt-hzwt ),
- « Femme de roi, son bien-aimé » (hmt-nisw meryt.f),
- « Consort et bien-aimé des deux dames » (sm3yt-mry-nbty),
- « Accompagnateur du Grand » (khtt-wr),
- « Compagnon d'Horus » (smrt- hrw),
- « Compagnon d'Horus, son bien-aimé » (smrt-hrw-meryt.f),
- « Compagnon d'Horus » (tist-hrw).

Même si elle porte les titres d'une reine, elle est représentée dans sa tombe comme une femme de haut rang sans aucun insigne de reine. 
Elle avait ses propres domaines, qui étaient administrés par des femmes.  